# Phyllophaga paternoi
Phyllophaga paternoi är en skalbaggsart som beskrevs av Glasgow 1925. Phyllophaga paternoi ingår i släktet Phyllophaga och familjen Melolonthidae. Inga underarter finns listade i Catalogue of Life.